# Multimedia Home Platform
Die Multimedia-Home-Plattform (MHP) ist ein Standard aus dem DVB-Projekt und spezifiziert die Übertragung und Darstellung interaktiver Inhalte im Digitalen Fernsehen auf Basis der Programmiersprache Java.
Die MHP ermöglicht sowohl rein rundfunkbasierte Dienste (Informationsseiten (erweiterter Videotext), Spiele, Programmübersichten, komplexere EPGs etc.) als auch interaktive Dienste, die einen zusätzlichen Rückkanal erfordern (beispielsweise Abstimmungen/Quizfragen, Homeshopping-Angebote etc.).
MHP dient nicht:
- zur Übertragung von Programminformationen (dafür gibt es die Service Informationen (DVB-SI) und elektronische Programmführer (EPGs))
- der Verschlüsselung von Inhalten (dazu sind schon spezielle Verschlüsselungssysteme definiert worden)
- zur Wiedergabe von Audio oder Video (die Übertragung eines Audio- oder Videosignales gehört zu den Standardfunktionen eines Fernsehers und es ist kein weiteres Übertragungsverfahren vonnöten)

MHP-basierte Anwendungen können über sämtliche vom DVB-Projekt spezifizierten digitalen Übertragungsverfahren wie DVB-S, DVB-T und DVB-C übertragen werden. Grundsätzlich ist eine Set-Top-Box (STB) oder ein Fernsehempfänger mit Unterstützung der MHP-Plattform Voraussetzung für die Nutzung von MHP-Angeboten.

## Geschichte
MHP ist eine Entwicklung von Ulrich Reimers, seit 1993 Leiter des Institutes für Nachrichtentechnik an der TU Braunschweig. 1991 initiierte Reimers zusammen mit fünf Kollegen die Entwicklung des Europäischen Digitalen Fernsehsystems. Im Rahmen dessen schuf er auch die Grundlage für das DVB-Projekt. Der MHP-Standard als solcher wurde im Februar 2000 erstmals veröffentlicht.

## Varianten
Gegenwärtig existieren drei Versionen des MHP-Standards:
- MHP v1.0 (aktuelle Fassung: v1.0.3)
- MHP v1.1 (aktuelle Fassung: v1.1.3)
- MHP v1.2 (aktuelle Fassung: v1.2.2)

(Stand März 2010)
Die MHP definiert auf Basis der beiden MHP-Versionen zwei Arten von Anwendungsklassen:
- DVB-J: Java-Anwendungen
- DVB-HTML: XHTML-Seiten mit optional eingebettetem Java-Code

Diese unterscheiden sich im Wesentlichen durch ihre Komplexität bzw. die Generation von Endgeräten, auf denen sie lauffähig sind.
DVB-J (seit MHP 1.0.x)
Es handelt sich bei DVB-J Anwendungen schlicht um in Java geschriebene Programme. Die MHP-Plattform definiert für diese Programme eine gewisse Anzahl von Schnittstellen (APIs). Durch diese wird es dem Programmierer ermöglicht, der speziellen Situation und den Einschränkungen des MHP-Empfängers angepasste Applikationen mit geringem Ressourcenbedarf zu entwickeln.
DVB-HTML (optional seit MHP 1.1.x)
DVB-HTML Applikationen werden erst seit dem MHP 1.1 Standard unterstützt. Da die Komplexität im Vergleich zu DVB-J deutlich höher ist, ist die entsprechende Funktionalität in den meisten MHP-Empfängern jedoch nicht vorhanden. Auch bei DVB-HTML kommt optional Java zum Einsatz, vergleichbar mit den aus Internet-Browsern bekannten Java-Applets.

## Technik

### Software-Architektur

Softwarestack der MHP-Plattform

Der Softwarestack zeigt die verschiedenen Softwareschichten einer MHP-Implementierung. Die beiden untersten Schichten, die Hardware und die Systemsoftware (Betriebssystem und Treiber), werden von den eigentlichen MHP-Schnittstellen durch eine Java Virtual Machine getrennt. Als Java-Grundlage dient seit MHP 1.0.3 das Personal Basis Profile (vorherige Versionen verwendeten Personal Java), welches auf einer CDC-basierten Virtual Machine aufsetzt, also derselben „Virtual Machine“, die auch vom „großen“ Java (J2EE/J2SE) verwendet wird.
Die speziellen MHP-Schnittstellen (APIs) gewähren unter anderem Zugriff auf DVB-Serviceinformationen. Sie enthalten den EPG, eine angepasste grafische Benutzerschnittstelle (HAVI UI), Zugriff auf das Datenkarussell (DSM-CC), in dem die MHP-Anwendungen übertragen werden, das Management von Applikationen (Xlets) und viele andere technische Aspekte der DVB-Standards wie etwa den MPEG-Dekoder und einen optional vorhandenen Rückkanal (für interaktive Anwendungen). Zusammen bilden diese Erweiterungen das MHP-API (die Programmierschnittstelle), auf dem die interoperablen MHP-Anwendungen ausgeführt werden. Der sogenannte „Navigator“ dient zur Auswahl von MHP-Anwendungen und weiteren DVB-Diensten durch den Nutzer und zur Steuerung der Applikationen. Der Navigator ist fester Bestandteil des MHP-Endgeräts.

### Implementierung
Prinzipiell kann jeder Hersteller von Set-Top-Boxen oder Fernsehgeräten den MHP-Standard implementieren, da der Standard vollständig offen ist. Allerdings fallen bei der Vermarktung von MHP-Lösungen wie bei fast allen DVB-Standards Patentlizenzkosten an, ab 2009 auch für die Sender (siehe VIA Licensing – MHP Lizenzkosten). Kleinere Hersteller verwenden aus Gründen der Komplexität des Standards in der Regel MHP-Middleware von Drittanbietern (Marktführer: Alticast).
Ein Hersteller darf einen MHP-Empfänger nur dann mit dem MHP-Logo schmücken, wenn der Empfänger vorher fehlerfrei einen Testlauf bestanden hat. Dieser Test, der von den Herstellern im Selbsttest durchgeführt wird, prüft das Funktionieren sämtlicher Elemente der MHP-API. Die Testsuite (Summe aller Tests) ist beim DVB-Projekt erhältlich und ist gebührenpflichtig. Die gegenwärtige Testsuite umfasst deutlich mehr als 14.000 Softwaretests. Dies stellt die fehlerfreie Ausführung aller Applikationen auf den getesteten MHP-Implementierungen sicher. Abstürze sowie unterschiedliches Verhalten verschiedener Implementierungen sollen somit ausgeschlossen werden. Für das Testen von Applikationen existiert keine Testsuite. Das Durchführen von Applikationstests ist die alleinige Aufgabe der jeweiligen Diensteanbieter.
Die meisten weltweit auf dem Markt befindlichen MHP-Receiver (Stand: Juli 2005) orientieren sich am Standard MHP 1.0.2.

### Applikationsübertragung in DVB
Übertragen werden die MHP-Anwendungen zusammen mit dem DVB-Transportstrom, der auch die digitalen Audio- und Videodaten enthält. Innerhalb dieses Transportstromes werden die MHP-Anwendungen in DSM-CC (Digital Storage Media Command and Control) Objektkarusselle verpackt. Diese Karusselle werden zyklisch in den DVB-Transportstrom gemultiplext (hinzugefügt). Durch die zyklische Wiederholung ist sichergestellt, dass zu jedem möglichen Einschaltzeitpunkt des Empfängers die Applikation (früher oder später) erfolgreich empfangen werden kann.
Natürlich müssen Applikationen nicht pausenlos ausgestrahlt werden, es ist durchaus möglich, Applikationen zum Beispiel nur sendungsbegleitend (z. B. Tagesschau-Ticker) auszustrahlen.
Signalisiert werden die MHP-Anwendungen dem MHP-Empfänger über die AIT-Tabelle (Application Information Table). Der Inhalt dieser SI-Tabelle (Service Information) ermöglicht dem Empfänger, das DSM-CC-Karussell mit der MHP-Anwendung zu finden und der MHP-Anwendung einen Namen sowie eine eindeutige ApplicationID und eine OrganisationID zuzuordnen. Außerdem enthält die AIT Angaben zum Klassenpfad (nur bei DVB-J-Applikationen, „J“ steht für Java) und zur Java-basierten Startklasse (dem „Xlet“).

### Bedienung
Die Bedienung von MHP-Applikation kann ausschließlich über die klassische Fernbedienung erfolgen. Neben der Steuerung über die Pfeiltasten/OK-Taste ermöglicht vor allem die Verwendung der vier vom Videotext/Teletext her bekannten Farbtasten eine einfache, intuitive Bedienung.
Prinzipiell gibt es zwei Methoden, um auf MHP-Anwendungen zuzugreifen. Einerseits werden MHP-Anwendung automatisch mit der Wahl eines Fernsehkanals gestartet. In diesem Fall erscheint zumeist im unteren Bereich des Bildschirms ein kleines Hinweisfenster. Durch den Druck auf eine (zumeist rote Farb-) Taste kann dann bequem die verfügbare Applikation gestartet werden. Andererseits verfügen alle MHP-Boxen über eine zentrale Benutzerschnittstelle zum Auswählen von Applikationen – den oben erwähnten „Navigator“. Von hier aus können Applikationen aus Listen ausgewählt und gestartet werden.

### Rückkanal
Die MHP unterstützt einen Rückkanal, um über die dabei geöffnete Punkt-zu-Punkt Verbindung beispielsweise Bestellungen oder Bezahlvorgänge abzuwickeln. Gegenwärtig verfügbare MHP-Systeme besitzen, wenn überhaupt, meist nur ein analoges Modem. Allerdings ist der MHP-Rückkanal unabhängig von der verwendeten Übertragungstechnik. Das heißt, die Verbindung kann etwa auch über ISDN, DSL, Kabel, GPRS oder UMTS aufgebaut werden, sofern das MHP-Endgerät diesen Übertragungsweg unterstützt. Insbesondere für Kabelanbieter ist natürlich die Verwendung eines Rückkanals über das digitale Kabelnetz attraktiv.

## Verbreitung
MHP konnte sich in Deutschland seit seiner Einführung (Beginn des Regelbetriebes im Oktober 2002) nicht durchsetzen, der Anteil MHP-fähiger Receiver lag bei den DVB-Boxen unter 0,1 % (GfK). Auf dem deutschen Markt sind inzwischen keine Geräte mehr erhältlich (Stand: Oktober 2007, Quelle: Receiversuche auf www.digitalfernsehen.de, Prüfung auf Verfügbarkeit bei div. Preissuchmaschinen).
Eine von Betaresearch für Premiere entwickelte MHP-Software für die d-box2 wurde Mitte 2003 im letzten Moment zurückgezogen, gleichzeitig hat Premiere entgegen der Mainzer Erklärung die Entscheidung für MHP zunächst für zwei Jahre vertagt und sich im Dezember 2005 für das System Blucom von Astra entschieden. Vermutlich hätte die Einführung von MHP durch Premiere (damals 2 Mio. Boxen) den Durchbruch für MHP bedeutet.
Die gegenwärtig geringe Verbreitung in Deutschland ist im Weiteren auf die fehlende Verfügbarkeit der Endgeräte, die fehlende Unterstützung des privaten Fernsehens und das geringe Angebot an MHP-basierten Anwendungen zurückzuführen. Dazu kam der inzwischen beigelegte Streit um den zukünftigen Standard des interaktiven Fernsehens, der andere proprietäre Systeme wie OpenTV verdrängte und zur Unsicherheit seitens der Zuschauer führte.
Die Einführung von MHP in Deutschland darf mittlerweile als gescheitert betrachtet werden, so stellte der Hessische Rundfunk im April 2007 die MHP-Begleitung bei seinen drei Sendungen ein (darunter c’t-TV). Das ZDF beendete im August 2007 die Ausstrahlung von MHP über DVB-T. Die öffentlich-rechtlichen Sendeanstalten haben ihr Angebot mittlerweile komplett eingestellt.
Die Verbreitung der MHP in Italien und Korea nimmt hingegen deutlich zu. Nach Zahlen des DVB Projektes von 2007 waren zu dem Zeitpunkt weltweit bereits etwa 3,7 Mio. MHP-Empfänger im Einsatz, die meisten davon (3,4 Mio.) in Italien und Südkorea. Das entspricht einer Verdoppelung des weltweiten Bestandes in rund einem Jahr.
In Italien konnten durch staatliche Subvention der durch MHP gegenüber einer reinen „Zappingbox“ entstehenden Mehrkosten bereits 2,2 Millionen MHP-Endgeräte abgesetzt werden. Der Grund für diese Subventionen ist unter anderem, dass der italienische Staat auf diesem Wege zahlreiche öffentlich verfügbare Dienste der Allgemeinheit anbieten möchte. Diese Subventionen (2004: 120 Millionen Euro, 2005: 70 Millionen Euro) wurden von der EU-Kontrollkommission untersucht, aber bisher nicht beanstandet.
In Südkorea sind bis Juli 2005 bereits 1,2 Millionen Satelliten-MHP-Empfänger verkauft worden – ohne staatliche Subvention, nur durch Zuschüsse des Kabelbetreibers (die Box ist bei Abschluss eines Kabelabos günstiger).
Auch der belgische Kabelnetzanbieter Telenet bietet seinen Kunden mittlerweile über den Handel ein spezielles MHP-Endgerät an. Über ein externes Kabelmodem, das mittels Ethernet mit der Set-Top-Box verbunden wird, kann die Set-Top-Box zusätzlich einen Rückkanal erhalten. Zukünftige Empfänger werden auch über Festplattensysteme und Video-On-Demand-Lösung verfügen.
Österreich startete am 26. Oktober 2006 bei der Einführung von DVB-T auch mit MHP-Diensten (ORF OK, ATV OK). Die ersten 100.000 verkauften zertifizierten MHP-Boxen sollten in einer befristeten Aktion mit 40 € subventioniert werden, von diesem Angebot machten jedoch nur 35.000 Zuschauer Gebrauch. Die Förderung wurde unbefristet ausgedehnt, aber auf 30 € reduziert. Diesem Angebot begegneten Kabelbetreiber kritisch bis ablehnend. ATV hat sein Angebot zum 7. Januar 2009 eingestellt. Die gesamte MHP-Verbreitung über DVB-T wurde am 30. Juni 2011 eingestellt.
Die Schweiz wollte 2007 mit MHP starten, hat dahingehende Pläne aber vorerst eingestellt.
Spanien und Frankreich haben wegen des neuen MHP-Lizenzmodells von einer MHP-Einführung bei DVB-T vorerst Abstand genommen.

## Anbieter / Fernsehkanäle (alle eingestellt)
ARD
- TV-Portal (Programmübersicht, Persönliche Programmerstellung, Zusatzinformationen)
- Presseclub (mit Rückkanal)
- Verstehen Sie Spaß (Quiz mit Rückkanal)
- Feste der Volksmusik
- FAKT – Das MDR Magazin
- Sportschau interaktiv
- Rundschau Nachrichtenticker (Bayerischer Rundfunk)

ZDF
- ZDFdigitext (Das Hauptportal)
- 1, 2 oder 3 (Kinderquiz)

ORF (Österreich)
- ORF OK MultiText

Dieses Angebot über DVB-T wurde mit 30. Juni 2011 eingestellt.
ATV (Österreich)
- ATV OK MultiText

Dieses Angebot über DVB-T wurde mit 7. Januar 2009 eingestellt.
Sonstige
RTL, Hörzu und Otto Versand haben Ende 2005 ihr MHP-Engagement eingestellt.

## MHP-Varianten und Erweiterungen
Die MHP ist der erste Spross einer größeren Familie weltweit eingesetzter Standards. Der erste Ableger der MHP war eine Variante für die amerikanischen Kabelnetze, die sogenannte Open Cable Application Platform (OCAP). OCAP ersetzt einige APIs der MHP, die beispielsweise nur in DVB-Netzen benötigt werden, durch Ersatzlösungen.
Im Laufe der Entwicklung von OCAP entstand dann die Idee, einen DVB-Standard zu definieren, der eine gemeinsame Untermenge von OCAP und MHP beschreibt und auch für andere Varianten taugt. Eine solche gemeinsame Untermenge beschreibt der GEM-Standard (Globally Executable MHP), der die weltweite Verbreitung der MHP fördern soll.
Zurzeit existieren die folgenden, auf GEM aufbauenden Standards:
- die MHP, als Softwareplattform in DVB-Netzen,
- Open Cable Application Platform, als die Plattform für (amerikanische) Kabelnetze,
- ACAP, eine Plattform für die amerikanischen terrestrischen Fernsehnetze,
- ARIB B.23, eine Variante für die japanischen Fernsehnetze und
- BD-J, die Variante für die Blu-ray Disc, die ohne Rundfunkunterstützung auskommt.

Dadurch, dass alle Systeme auf GEM aufbauen, ist es möglich, mit geringem Aufwand Applikationen zu entwickeln, die auf allen diesen System lauffähig sind. Erst wenn spezielle, nur in einzelnen Varianten verfügbare Funktionen genutzt werden sollen, beispielsweise für eine EPG-Applikation, müssen entsprechende Anpassungen vorgenommen werden.
Zukünftige Entwicklungen des MHP-, beziehungsweise GEM-Standards werden außerdem in folgenden Gebieten entwickelt:
- die Unterstützung der Funktionalität von Festplattenrekordern (PVR),
- multimediale Heimvernetzung,
- die Unterstützung von interaktiven HDTV-Formaten,
- interaktive Dienste über breitbandige IP-Verbindungen (z. B. über DSL oder das digitale Kabelnetz) und
- eine abstrakte, XML-basierte Applikationsbeschreibung (PCF, Portable Content Format)

## Verwandte Techniken
Neben MHP werden von einigen Kabelnetzbetreibern und Geräteherstellern andere Verfahren zur Darstellung von Multimediainhalten verwendet. Zum Beispiel das MicroHTML-Verfahren, das anders als MHP nicht auf DVB-Standards beruht.
Des Weiteren besteht eine gewisse Verwandtschaft zum OSGi-Standard, der ebenfalls dynamische Java-Applikationen ermöglicht, jedoch keinerlei originären Bezug zu DVB bzw. dem Digitalfernsehen besitzt – er setzt für den Rückkanal eine Internetverbindung voraus, wie man sie bei MHP-Endgeräten auch zunehmend anfindet.
Auch für MIDP wird gegenwärtig an einer API zum Empfang von Rundfunkdiensten gearbeitet. Diese würde zukünftig den Empfang von interaktiven Diensten auf Mobiltelefonen erlauben. Hier könnten sich die beiden Standards wieder treffen, da OSGi ebenfalls inzwischen auf Mobiltelefonen zuhause ist.
Weiter verbreitet als MHP in Deutschland sind in England die proprietäre Middleware OpenTV (beim Bezahlsender BSkyB auf einer Box der Fa. Pace) sowie das von der BBC favorisierte MHEG-5, das ebenfalls die Ausführung von Applikationen erlaubt.
Relativ neu auf dem Markt und nur in dem Sinne mit MHP verwandt, dass es eine gewisse Interaktivität mit Rückkanal ermöglicht, ist Blucom (Astra-Entwicklung, benötigt einen Blucom-fähigen Digitalreceiver und ein Bluetooth-fähiges Mobiltelefon für die Anzeige und den Rückkanal).